# Klácelka
Klácelka – jaskinia i otaczająca ją piaskowcowa wychodnia, znajdująca się w powiecie Mělník (kraj środkowoczeski, Czechy), po lewej stronie doliny potoku Liběchovka, w obszarze miasta Liběchov, niecały kilometr na południe od wioski Želízy.

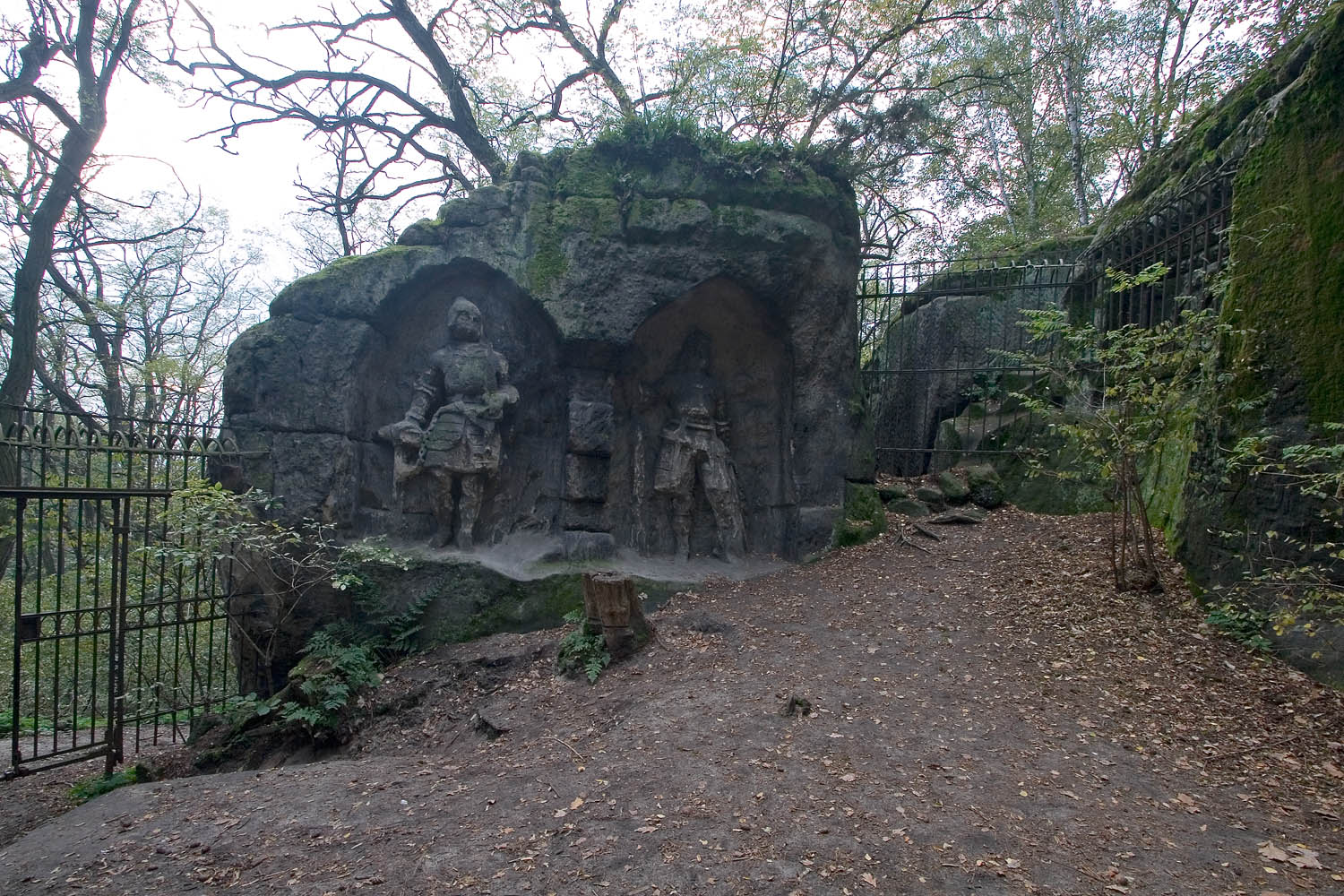
Postacie na Blaníku

Rzeźbiarski wystrój jaskini i okolic stworzył około 1840 artysta Václav Levý, jeden z bardziej interesujących czeskich rzeźbiarzy monumentalnych XIX wieku. Przedstawia on ilustracje do bajki Františka Matouša Klácela Ferina lišak, w której pod zwierzęcymi alegoriami kryją się ludzkie słabości.
Przestrzeń przed jaskinią nosi nazwę Blaník. Tutaj Levý wyciosał reliefy przedstawiające Jana Žižkę, Prokopa Holého, Zdeňka Zásmuckého oraz postacie kowali kujących broń dla blanickich rycerzy. Na pobliskiej skałce wyciosany jest także kielich – symbol Husytów.
Całe założenie jest już mocno przyniszczone działalnością wody, wiatru i mniej świadomych społecznie turystów. Obiekt jest udostępniony bezpłatnie po niebieskim szlaku turystycznym (okrężnym) z Liběchova przez Želízy i Tupadly, przechodzącym przez inne monumentalne rzeźby Levého – Diabelskie Głowy.